# Бондас Марина Петрівна
Мари́́на Петрі́вна Бондас (* 22 вересня 1979, Київ) — скрипалька радіосимфонічного оркестру Берліна, співзасновниця німецького благодійного проекту «Серце для України».

## Біографія
Народилась у Києві, у музичній родини (батьки — скрипалі). Грати на скрипці почала у дитинстві. В Німеччині живе з 1993 року, навчалася у консерваторіях (Hochschule für Musik) у Вюрцбургу та Берліні.
Двоюрідна сестра оперного співака Вадима Швидкого.
Офіційна сторінка: www.marinabondas.com [Архівовано 22 жовтня 2016 у Wayback Machine.](eng.)
Після подій на Майдані вирішила відвідати Батьківщину. Літом 2015-го більше тижня виступала у звільнених українських містах — Краматорську, Святогорську — в таборі для дітей з прифронтової зони, Сєверодонецьку, Слов'янську, перед вояками 95-ї бригади, у київському військовому шпиталі, в січні 2016-го — перед бійцями 90-го батальйону.

## Нагороди
- Відзнака Президента України — ювілейна медаль «25 років незалежності України» (22 серпня 2016) — за вагомий особистий внесок у зміцнення міжнародного авторитету Української держави, популяризацію її історичної спадщини і сучасних надбань та з нагоди 25-ї річниці незалежності України[1]
- орден княгині Ольги ІІІ ступеня[2]
- Нагороджена всеукраїнським об'єднання «Країна» медаллю «за гідність та патріотизм» наказ N 4 від 29.11.2016 р.